# Карпов, Александр Дмитриевич (губернатор)
Александр Дмитриевич Карпов (ок. 1747—1815) — русский государственный деятель, симбирский гражданский губернатор (1796—1797), симбирский наместник (1789—1796), генерал-лейтенант, тайный советник.

## Биография
Из потомственных дворян. Был назначен Симбирским наместником после отставленного по болезни 14 апреля 1789 г. генерал-поручика князя Петра Мелхиседековича Баратаева.
После смерти Екатерины II 12 декабря 1796 г. последовал указ императора Павла I «О новом разделении Государства на Губернии», по которому, на основании существовавшего Симбирского наместничества, была образована Симбирская губерния в составе десяти уездов. Указом императора Павла I от 13 января 1797 г. генерал-лейтенант и Симбирский губернатор А. Д. Карпов был «переименован» в гражданский чин тайного советника.
А. Д. Карпов исполнял обязанности Симбирского губернатора до 19 августа 1797 г.
Александр Дмитриевич скончался 15 декабря 1815 г. Погребён в Новоиерусалимском монастыре в заштатном г. Воскресенске Московской губернии, где сохранилось его надгробие:«На сем месте погребен тайный советник и ордена Св. Равноапостольного Князя Владимира большого Креста второй степени кавалер Александр Дмитриевич Карпов, преселившийся в вечное блаженство на 69 году от рождения, оставя по себе вечную горесть супруги своей, потерявшей в нем нежного отца и верного друга. Покойся, милый прах, до будущаго моего с тобою свидания».

## Семья
Был женат. Имел сына Дмитрия, вскоре после рождения записанного «конной Гвардии вахмистром», скончавшегося 16 марта 1795 г. «на седьмом году возраста своего» и погребённого в Ново-Иерусалимском монастыре.

## Награды
- Имел орден Св. Равноапостольного Князя Владимира большого Креста 2-й степени[1].